# Movilița (okręg Jałomica)
Movilița – wieś w Rumunii, w okręgu Jałomica, w gminie Movilița. W 2011 roku liczyła 2542 mieszkańców.